# Raimondo Piredda
Raimondo Piredda (Iglesias, 1º settembre 1916 – Carbonia, 22 luglio 1980) è stato un poeta e scrittore italiano, vincitore del Premio di Cultura da parte della Presidenza del Consiglio dei ministri nel 1962.

## Biografia
Nacque ad Iglesias da una modesta famiglia: il padre Efisio Piredda, nativo di Pula, era minatore, e la madre, Maria Clara Mameli, casalinga. Raimondo, secondo di quattro figli, per necessità abbandonò presto gli studi e, a soli 13 anni, iniziò a lavorare prima come garzone in alcune botteghe della città e poi, per quarantadue anni, nelle varie aziende minerarie del Sulcis-Iglesiente: trentaquattro anni in qualità di minatore e otto anni come impiegato amministrativo.
Nel 1951 sposò Angela Frongia ed ebbe due figli: Aldo e Rossella.
Si trasferì per motivi di lavoro a Cortoghiana nel 1957 ma raggiunta la pensione, nel 1973, ritornò a vivere nella sua amata Iglesias.
Un incidente in miniera occorsogli nel 1954 minò la sua salute, procurandogli una grave malattia ossea, che lo accompagnò tutta la vita e la cui degenerazione ne causò la morte nel 1980.
La sua attività letteraria iniziò presto: già all'età di 17 anni scrisse diverse opere in prosa e in versi, sempre per hobby, senza introdursi in veri e propri ambienti letterari, ma dedicandosi, da autodidatta, all'approfondimento delle conoscenze umanistiche.
Solo dal 1960, incoraggiato dalla moglie, cominciò a partecipare ad alcuni concorsi nazionali, suscitando l'interesse di alcuni letterati, in particolare Adriano Grande, Michele Campana, Omero Cambi, Giovanni Marzoli e Giovanni Arcidiacono.
Da quest'ultimo venne convinto a proseguire la sua attività letteraria e a pubblicare due volumi di liriche: Luci ed ombre, edito da Il Fauno di Firenze nel 1960, e Baleni di una favola, edito dalla Edikon di Milano nel 1966. Grazie al primo volume gli venne conferito, nel 1962, il prestigioso Premio di Cultura da parte della Presidenza del Consiglio dei ministri, e nel 1964 una medaglia d'oro con pergamena per meriti letterari da parte della Presidenza dell'ANMIL. Sempre nel '64 fece parte della giuria del Premio Campiello e nel 1966 fu finalista al Premio LericiPea.
Seguirono numerose recensioni favorevoli al "poeta-minatore", come egli stesso amava definirsi, su alcune importanti riviste letterarie, tra cui: Fiera Letteraria di Roma, Il Fauno di Firenze, Minosse di Venezia, e sui quotidiani sardi L'Unione Sarda e La Nuova Sardegna. Collaborò con numerose riviste letterarie dell'epoca, tra cui Controvento, Il Fauno, La Prora, Fiera Letteraria, Il Pungolo Verde, Persona, Omnia, Vento Nuovo.
Fu inserito in quattro antologie, Liriche d'amore (1961), Il Sonetto del Novecento (1961), Sonetti del Novecento, Scrittori e poeti di Sicilia e di Sardegna (Biblioteca nazionale editrice di Firenze, 1968), e in tre dizionari degli scrittori italiani, Chi scrive (Collana Personalità dell'IGAP, Milano), Chi scrive (Istituto editoriale librario di Milano), Dizionario degli scrittori italiani d'oggi (Pellegrini, Cosenza).
Nel 1989, dopo la sua morte, grazie all'interessamento dell'affezionato nipote Angelo Piras, fu pubblicata la terza raccolta di liriche Ti amo Sardegna.

## Premi
- Premio di Cultura (Presidenza del Consiglio dei ministri) per il volume di liriche Luci ed ombre (1962)
- Primo classificato al Concorso annuale Gazzetta dei Lavoratori con il romanzo L'isola del dio Sistin (1963)[2]
- Primo classificato al Concorso semestrale Gazzetta dei Lavoratori con il racconto La festa del villaggio (1963)
- Primo classificato al Concorso mensile Gazzetta dei Lavoratori con il racconto La veglia (1965)
- Primo classificato al Concorso semestrale Gazzetta dei Lavoratori con il racconto Bigodin (1966)
- Medaglia d'oro al "Premio Città di Celano" per la poesia Lamento d'emigrante (1967)
- Diploma d'onore al premio di poesia e narrativa "Giacomo Leopardi e Giovanni Verga" per la poesia Voce della Sardegna (1967)
- Medaglia d'argento al premio di poesia e narrativa "Giacomo Leopardi e Giovanni Verga" per il romanzo L'isola del dio Sistin (1967)
- Segnalazione speciale al premio di poesia sarda "Città di Ozieri" per la commedia in campidanese Su scrixoxu fintu (1967)
- Segnalazione speciale al premio di poesia e narrativa "Vento Nuovo" per la poesia Amara (1968)
- Segnalazione speciale al premio "Il Machiavelli" per il romanzo L'isola del dio Sistin (1968)
- Primo classificato ex aequo al Concorso annuale Gazzetta dei Lavoratori per il romanzo Le spine nel cuore (1970)
- Menzione d'onore al premio di poesia sarda "Città di Ozieri" per la poesia in campidanese Boxi de sa Sardigna (1971)
- Coppa e diploma della "Dante Alighieri" di Firenze al premio di poesia "Il Fauno 1977" per la poesia Smeraldiana (1977)
- Segnalazione speciale al premio di poesia sarda "Romangia '78" per la poesia in campidanese Mengianus (1978)
- Segnalazione speciale al premio di poesia sarda "Città di Ozieri per il racconto in campidanese Sa mamma de su bandiru (1978)
- Secondo classificato al premio di poesia sarda "Romangia '79" per la poesia in campidanese Su giratundu (1979)

## Opere principali

### Poesia
- Luci ed ombre, Il Fauno editore Firenze, 1960 [3]
- Baleni di una favola, editrice Edikon Milano, 1966
- Ti amo Sardegna, Gia editrice Cagliari 1989 [4]

### Prosa
- L'isola del dio Sistin, romanzo, 1960
- Le spine nel cuore, romanzo, 1968

## Riconoscimenti
Nel 1963 fu inserito, come membro onorario, nell'Accademia Leonardo Da Vinci e nel 1970 venne insignito dalla prestigiosa Accademia delle Scienze, Lettere ed Arti, presieduta dal conte prof. Mario Pocobelli, della nomina a membro honoris causa nella classe accademica Nobel.
Nel 2006 l'amministrazione comunale di Iglesias gli ha dedicato una via nel rione Serra Perdosa, a ricordo della sua figura di illustre Iglesiente.